# Vlag van Connecticut
De vlag van Connecticut bestaat uit een wit schild met daarop drie wijnstokken (met elk drie trossen druiven) op een blauw veld. Het lint onder het schild toont het motto van Connecticut Qui Transtulit Sustinet ("Hij die overgeplant is, gedijt toch").

## Geschiedenis
De vlag, die aangenomen werd in 1897, is indirect gebaseerd op het zegel van Saybrook Colony uit 1639. Dit zegel, dat onder meer vijftien wijnstokken toonde, werd in 1644 het zegel van Connecticut toen Saybrook deel ging uitmaken van Connecticut. Op 25 oktober 1711 werd het zegel veranderd: het aantal wijnstokken werd teruggebracht tot drie. Waarschijnlijk moest dit aantal de drie oorspronkelijke kolonies in Connecticut symboliseren: New Haven, Saybrook en Hartford.
De hoogte-breedteverhouding wordt gedefinieerd als 44:56, wat overeenkomt met 11:14. De vlag is dus redelijk kort.